# Campionati mondiali di nuoto in vasca corta 2022 - 200 metri stile libero femminili
La gara dei 200 metri stile libero femminili dei campionati mondiali di nuoto in vasca corta 2022 si è svolta il 18 dicembre 2022. Al mattino si sono svolte le batterie, mentre la finale si è disputata nella serata.

## Podio
| Pos.    | Atleta             | Nazione     |
| ------- | ------------------ | ----------- |
| Oro     | Siobhán Haughey    | Hong Kong   |
| Argento | Rebecca Smith      | Canada      |
| Bronzo  | Marrit Steenbergen | Paesi Bassi |

## Record
Prima della manifestazione il record del mondo (RM) e il record dei campionati (RC) erano i seguenti.
|  | 1'50"31 | Siobhán Haughey | 16 dicembre 2021 Abu Dhabi |
|  | 1'50"31 | Siobhán Haughey | 16 dicembre 2021 Abu Dhabi |

Durante la competizione non sono stati migliorati record.

## Risultati

### Batterie
| Pos. | Batteria | Corsia | Atleta                   | Nazionalità          | Tempo       | Note |
| ---- | -------- | ------ | ------------------------ | -------------------- | ----------- | ---- |
| 1    | 4        | 5      | Marrit Steenbergen       | Paesi Bassi          | 1'52"83     | Q    |
| 2    | 5        | 4      | Siobhán Haughey          | Hong Kong            | 1'53"39     | Q    |
| 3    | 4        | 3      | Erin Gemmell             | Stati Uniti          | 1'53"47     | Q    |
| 4    | 5        | 3      | Barbora Seemanová        | Rep. Ceca            | 1'53"67     | Q    |
| 5    | 5        | 5      | Rebecca Smith            | Canada               | 1'53"85     | Q    |
| 6    | 3        | 5      | Leah Neale               | Australia            | 1'54"05     | Q    |
| 7    | 5        | 7      | Taylor Ruck              | Canada               | 1'54"15     | Q    |
| 8    | 3        | 4      | Madison Wilson           | Australia            | 1'54"18     | Q    |
| 9    | 5        | 6      | Hali Flickinger          | Stati Uniti          | 1'54"20     |      |
| 10   | 3        | 3      | Katja Fain               | Slovenia             | 1'54"96     |      |
| 11   | 3        | 7      | Snæfríður Jórunnardóttir | Islanda              | 1'55"34     |      |
| 12   | 5        | 1      | Helena Bach              | Danimarca            | 1'55"79     |      |
| 13   | 4        | 2      | Valentine Dumont         | Belgio               | 1'55"80     |      |
| 14   | 5        | 2      | Chihiro Igarashi         | Giappone             | 1'56"22     |      |
| 15   | 5        | 8      | Batbayaryn Enkhkhüslen   | Mongolia             | 1'56"46     |      |
| 16   | 4        | 6      | Stephanie Balduccini     | Brasile              | 1'57"09     |      |
| 17   | 4        | 7      | Elisbet Gámez            | Cuba                 | 1'57"11     |      |
| 18   | 3        | 6      | Giovanna Diamante        | Brasile              | 1'57"44     |      |
| 19   | 3        | 8      | Caitlin Deans            | Nuova Zelanda        | 1'57"93     |      |
| 20   | 3        | 1      | Sofia Åstedt             | Svezia               | 1'58"04     |      |
| 21   | 2        | 2      | Hur Yeon-kyung           | Corea del Sud        | 1'58"41     |      |
| 22   | 2        | 6      | Inés Marín               | Cile                 | 1'58"79     |      |
| 23   | 2        | 3      | Merve Tuncel             | Turchia              | 1'59"32     |      |
| 24   | 2        | 5      | Martina Cibulková        | Slovacchia           | 2'02"20     |      |
| 25   | 2        | 4      | Iman Avdić               | Bosnia ed Erzegovina | 2'02"30     |      |
| 26   | 2        | 8      | Lucero Mejía             | Guatemala            | 2'02"57     |      |
| 27   | 2        | 1      | Sasha Gatt               | Malta                | 2'03"72     |      |
| 28   | 2        | 7      | Julimar Ávila            | Honduras             | 2'04"28     |      |
| 29   | 1        | 4      | Ani Poghosyan            | Armenia              | 2'04"30     |      |
| 30   | 1        | 5      | Jehanara Nabi            | Pakistan             | 2'06"32     |      |
| 31   | 1        | 3      | Kaltra Meca              | Albania              | 2'10"75     |      |
| 32   | 1        | 1      | Darýa Semýonowa          | Turkmenistan         | 2'12"43     |      |
| 33   | 1        | 6      | Lubaina Ali              | Federazione sospesa  | 2'13"65     |      |
| 34   | 1        | 2      | Charissa Panuve          | Tonga                | 2'17"97     |      |
| 35   | 1        | 7      | Jhnayali Tokome-Garap    | Papua Nuova Guinea   | 2'24"23     |      |
| DNS  | 1        | 8      | Maha Al-Shehhi           | Emirati Arabi Uniti  | Non partita |      |
| DNS  | 3        | 2      | Zsuzsanna Jakabos        | Ungheria             | Non partita |      |
| DNS  | 4        | 1      | Laura Lahtinen           | Finlandia            | Non partita |      |
| DNS  | 4        | 4      | Li Bingjie               | Cina                 | Non partita |      |
| DNS  | 4        | 8      | Gan Ching Hwee           | Singapore            | Non partita |      |

### Finale
| Pos. | Corsia | Atleta             | Nazionalità | Tempo   | Note |
| ---- | ------ | ------------------ | ----------- | ------- | ---- |
|      | 5      | Siobhán Haughey    | Hong Kong   | 1'51"65 |      |
|      | 2      | Rebecca Smith      | Canada      | 1'52"24 |      |
|      | 4      | Marrit Steenbergen | Paesi Bassi | 1'52"28 |      |
| 4    | 3      | Erin Gemmell       | Stati Uniti | 1'52"56 |      |
| 5    | 6      | Barbora Seemanová  | Rep. Ceca   | 1'52"66 |      |
| 6    | 7      | Leah Neale         | Australia   | 1'52"84 |      |
| 7    | 1      | Taylor Ruck        | Canada      | 1'52"88 |      |
| 8    | 8      | Madison Wilson     | Australia   | 1'53"39 |      |